# Malileten
Malileten ist ein osttimoresischer Ort im Suco Leolima (Verwaltungsamt Balibo, Gemeinde Bobonaro). Er liegt in einer Meereshöhe von 374 m, im Südwesten der Aldeia Faturui. Südlich liegt im Suco Balibo Vila der Nachbarort Boro. Eine Straße führt nach Norden und verbindet Malileten mit dem restlichen Suco Leolima. Nördlich entspringt der Laecouken, ein Zufluss des Nunura.
Bis 2015 gehörte Malileten noch zum Suco Balibo Vila.